# Puebla de Montornés
Puebla de Montornés o Pobla de Montornés (oficialmente y en catalán La Pobla de Montornès) es un municipio español de la comarca catalana del Tarragonés, provincia de Tarragona. Según datos de 2009 su población era de 2.852 habitantes.

## Historia
Aparece documentado por primera vez en 1066 en el documento mediante el cual Ramón Berenguer I cedía unas tierras a Ramón Trasunyer para que edificara ahí un castillo y se encargara de la repoblación de ese territorio. Los derechos sobre las tierras fueron vendidos en 1173 a Berenguer de Rajadell quien se encargó de terminar la construcción del castillo. 
A mediados el siglo XII, los descendientes de Rajadell vendieron parte de sus dominios al abad del Monasterio de Santas Cruces. Años más tarde, el cenobio terminó adquiriendo todos los derechos sobre la población. 
El antiguo castillo de Montornés quedó destruido durante las guerras carlistas.

## Geografía humana

### Demografía
Cuenta con una población de 3329 habitantes (INE 2024).
| Gráfica de evolución demográfica de Puebla de Montornés entre 1842 y 2021 |
| |
| Población de derecho según los censos de población del INE Población de hecho según los censos de población del INEEn estos censos se denominaba Pobla de Montornés: 1842, 1857, 1860, 1877, 1887, 1897, 1900, 1910, 1920, 1930, 1940, 1950, 1960, 1970 y 1981 |

### Economía
La principal actividad económica de la población es la agricultura, siendo los principales cultivos la viña, los olivos y los algarrobos. 

## Cultura
La iglesia parroquial está dedicada a Santa María. Se construyó en 1575 gracias a las aportaciones realizadas por los vecinos del pueblo. El templo, de planta rectangular, es de estilo gótico decadente. El campanario actual se construyó en 1778. La planta baja es cuadrada mientras que la superior tiene forma octogonal.
Cerca de donde se encontraba el antiguo castillo, hoy desaparecido, está la ermita de la Virgen de Montornés. En 1783 se levantó, sobre los restos de la capilla del castillo, la ermita actual. Del antiguo templo tan sólo queda visible la portalada románica. En el interior de la ermita se venera una talla policromada de la Virgen, realizada en alabastro en el siglo XVI. Desde 1976, cada Navidad se celebra un Pesebre viviente en los alrededores de la ermita.
Puebla de Montornés celebra su fiesta mayor el 8 de septiembre.